# Unwetter in Europa Ende Juni 2025
Die Unwetter in Europa Ende Juni 2025 bestanden aus dem Sturmtief Ziros, das am Montagabend den 23. Juni 2025 mit Orkanböen über Berlin, Brandenburg, Sachsen, Niedersachsen, Bayern, Polen und Österreich fegte sowie weiteren Gewittern, insbesondere am 26. Juni 2025 erneut in Berlin.

## Sturmtief Ziros

### Deutschland
Das Hoch Zora brachte zum Wochenende (21. und 22. Juni 2025) sommerliche Temperaturen von Norddeutschland ins südöstliche Mitteleuropa mit. Nach dem Wochenende kam über den Nordatlantik, knapp südlich von Grönland, das Tief Ziros, das brachte kühlere und feuchte Luft bis nach Mitteleuropa mit. Das Tief hatte am Sonntagabend, den 22. Juni 2025, Kurs Richtung norwegischen See und Südskandinavien gemacht und leitete einen Wetterwechsel zum Wochenstart in Deutschland ein. Zwischen Hoch Zora und dem herannahenden Tief Ziros kam aus Südwesten zunehmend heiße Luft nach Deutschland. Am Freitag, dem 20. Juni 2025, wurde am Oberrhein die 30-Grad-Marke knapp erreicht, dies wurde am Samstag vor allem in der Westhälfte vermehrt der Fall sein. Auch einen Tag später am Sonntag wurden vermehrt Höchstwerte zwischen 30 und 35 Grad gemessen. Noch heißer wurde es im Südwesten bis zu 37 Grad warm.
Am Sonntagabend traf die Kaltfront, Tief Ziros auf den Westen und Nordwesten Deutschlands über. Das brachte erst kräftige Schauer und Gewitter, die sich bis Montag in der Südosthälfte verbreiteten und lokal Unwetterpotenzial mit sich brachten. Dabei stürzten die Temperaturen förmlich ab, im Norden und Westen wurden nicht einmal mehr die 25-Grad-Marken erreicht. Im Nordseeumfeld erreichten die Temperaturen gerade mal die 20 Grad Marke. Somit liegen die Höchstwerte oftmals um mehr als 10 Kelvin niedriger als noch am Vortag. Zu den Schauern, Gewittern und Temperatursturz wird es zudem auch noch sehr windig bis stürmisch. Gerade im Norden und Westen wird der Wochenstart fast schon herbstlich anfühlen im Vergleich zum hochsommerlichen und heißen Sonntag. Die Wetterumstellung verbreitenden sich zu einer klassischen Westwetterlage, die sich eventuell die ganze nächste Woche anhalten wird. Die Tiefausläufer bringen immer wieder zeitweiligem Regen ostwärts mit, das betrifft vor allem den Norden und ab und zu bis in den Süden. Im Süden bleibt es sommerlich warm bis heiß, halten sich die Höchstwerte im Norden eher in den Bereich zwischen 20 und 25 Grad.
Am Montag, dem 23. Juni 2025, lag die erste Kaltfront diagonal über dem Land. Der Deutsche Wetterdienst (DWD) sagte, dass die höchste Windgeschwindigkeit sei am Montag an der Freien Universität Berlin mit 108 Kilometern pro Stunde (Windstärke 11) gemessen worden. Im Ortsteil Tempelhof wurden Windgeschwindigkeiten über 100 Kilometern pro Stunde gemessen. In der Berlin ist das Gewitter mit schweren Sturmböen am Montag ca. zwischen 16:45 Uhr und 17:45 Uhr hinweggezogen.

### Polen
Auch Polen war von der westlichen Kaltfront des Sturmtiefs Ziros betroffen. 

## Gewitter am 26. Juni

### Deutschland
Am 26. Juni 2025 warnte der Deutsche Wettdienst vor Gewittern mit Sturmböen am Alpenrand und in Ostdeutschland. Zwischen 18 und 19 Uhr am 26. Juni traten zum zweiten Mal innerhalb von einer Woche erneut Sturmböen um 100 km/h in Berlin auf. In folge der Schäden wurde der S-Bahnverkehr in Berlin zum zweiten Mal innerhalb einer Woche wetterbedingt eingestellt. Die Einschränkungen im Bahnverkehr dauerten den kompletten folgenden Freitag an. Im Nordosten Berlins gab es im Spandauer Forst und im Tegeler Forst erhebliche Vegetationsschäden, woraufhin die Waldgebiete, abseits der öffentliche Straßen, für die Aufräumarbeiten bis auf weiteres (Stand 30. Juni 2025) gesperrt wurden.

## Meteorologische Kennwerte
| Wetterstation     | Wind-Max am 23. Juni | Wind-Max am 26. Juni |
| ----------------- | -------------------- | -------------------- |
| Berlin-Dahlem     | 108 km/h             |                      |
| Brandenburg/Havel | 105 km/h             | 78 km/h              |
| Berlin-Tempelhof  | 100 km/h             | 94 km/h              |
| Heckelberg        | 100 km/h             | 93 km/h              |
| Potsdam           | 96 km/h              | 94 km/h              |